# Oconto (thị trấn), Wisconsin
Oconto là một thị trấn thuộc quận Oconto, tiểu bang Wisconsin, Hoa Kỳ. Năm 2010, dân số của thị trấn này là 1.316 người.